# هورزینگن
هورزینگن (به آلمانی: Hörsingen) یک منطقهٔ مسکونی در آلمان است که در ائبیسفلده-وفرلینگن واقع شده‌است. هورزینگن ۶۲۵ نفر جمعیت دارد.